# 何婧英
何婧英（5世紀—？），庐江郡灊县（今安徽省霍山县人），是南朝齊廢帝蕭昭業的皇后。父親為何戢，嫡母為刘宋山陰公主劉楚玉，生母為宋氏。

## 生平
永明二年（484年），聘娶她為南郡王妃，隔年完婚。十一年四月甲午（493年5月15日），立為皇太孫妃。蕭昭業即位後，立為皇后。
起初要納何婧英為南郡王妃時，蕭昭業的父親文惠太子蕭長懋對何戢沒有男嗣而只有女兒感到嫌棄，認為何家是孤門，不想與他們結親。後來王儉表示，一旦何戢的女兒當了王妃，何家便是外戚，外戚只要是門第適當的就好了，不需要太強的；如今何家門第顯赫，又不具強勢的家族，是很理想的外戚對象。蕭長懋聽了王儉的話，才同意婚事。
何婧英與嫡母山陰公主刘楚玉一樣生性淫蕩，蕭昭業也是個行為放蕩的人。蕭昭業時常與一些無賴往來，何婧英便在蕭昭業的友人裡，挑選長相俊美的與她交歡。當時蕭昭業身邊有個侍書人馬澄年輕俊美，相當得到何婧英的喜愛，蕭昭業也與馬澄比較腕力，做為娛樂。
永明十一年（493年），文惠太子蕭長懋逝世，齊武帝蕭賾便封蕭昭業為皇太孫，何婧英也隨之成為皇太孫妃。沒過多久，武帝蕭賾也病重，蕭昭業便入宮，將何婧英留在西州。當蕭賾病危時，蕭昭業寫了一封信送去給何婧英，信紙中間寫了一個大大的「喜」字，又在旁邊寫了三十六個小「喜」字將大喜圍起來。不久，蕭賾逝世，蕭昭業即位，立何婧英為皇后，並封她的生母宋氏為餘杭廣昌鄉君，追封她的嫡母劉楚玉為高昌縣都鄉君。在冊封儀式上，皇后的鏡子竟無故墜地，被認為是不好的預兆。
蕭昭業原先讓一個女巫楊氏詛咒祖父蕭賾與父親蕭長懋，而他們果然相繼死去，讓蕭昭業覺得楊氏頗有法力，連帶的也與楊氏之子楊玟之相當親近。楊玟之長相英俊，何婧英便與他私通，時常同寢，進出宛如一對夫妻一般。然而因為楊玟之也很得蕭昭業寵幸，何婧英跟蕭昭業夫妻之間感情也十分親密，因此蕭昭業對他們兩個的事情相當放縱。當時許多人都請蕭昭業處理這件事，蕭昭業不聽。後來蕭坦之去進言時，何婧英也在場，聽見要殺楊玟之時，哭著說：「楊郎是個年輕俊美的好男兒，又沒有犯罪，為什麼要冤枉殺他？」蕭坦之讓蕭昭業支開何婧英後說：「外頭對楊玟之與皇后之間的私情已經傳得沸沸湯湯，遠近皆知了。」蕭昭業不得已，只好下令殺楊玟之。原本想下令赦免，但蕭坦之早已火速回報蕭鸞，將楊玟之處死了。
何婧英與蕭昭業的生活也相當的靡爛浪費。蕭昭業將何婧英的家屬都召入宮中，賜給他們十萬甚至百萬的金錢，並將他們安置在武帝的曜靈殿。蕭昭業又曾經打開主衣庫，讓何婧英與其他姬妾一起進去觀賞，互相以砸碎寶物為樂。後來蕭鸞殺蕭昭業，萧昭业的宠姬霍氏和何婧英的生母广昌乡君宋氏则被一同赐死，並且追貶為鬱林王。何婧英被廢為鬱林王妃，此后行踪，史书未有记载。

## 延伸阅读
[在维基数据编辑]
 《南齊書·卷20》，出自萧子显《南齊書》
 《南史·卷11》，出自李延壽《南史》